# Sceptrothelys
Sceptrothelys är ett släkte av steklar som beskrevs av Graham 1956. Sceptrothelys ingår i familjen puppglanssteklar.
Kladogram enligt Catalogue of Life och Dyntaxa:
| Sceptrothelys | \| \| Sceptrothelys consocius \| \| \| \| \| \| Sceptrothelys deione \| \| \| \| \| \| Sceptrothelys grandiclava \| \| \| \| \| \| Sceptrothelys intermedia \| \| \| \| \| \| Sceptrothelys lividicorpus \| \| \| \| \| \| Sceptrothelys parviclava \| \| \| \| \| \| Sceptrothelys placens \| \| \| \| |
|               | \| \| Sceptrothelys consocius \| \| \| \| \| \| Sceptrothelys deione \| \| \| \| \| \| Sceptrothelys grandiclava \| \| \| \| \| \| Sceptrothelys intermedia \| \| \| \| \| \| Sceptrothelys lividicorpus \| \| \| \| \| \| Sceptrothelys parviclava \| \| \| \| \| \| Sceptrothelys placens \| \| \| \| |
|               | Sceptrothelys consocius |
|               | |
|               | Sceptrothelys deione |
|               | |
|               | Sceptrothelys grandiclava |
|               | |
|               | Sceptrothelys intermedia |
|               | |
|               | Sceptrothelys lividicorpus |
|               | |
|               | Sceptrothelys parviclava |
|               | |
|               | Sceptrothelys placens |
|               | |